# تپه اوراچی
تپه اوراچی مربوط به هزاره ۵ قبل از میلاد است و در شهرستان زنجان، بخش قره پشتلو، روستای باغ واقع شده و این اثر در تاریخ ۱۰ دی ۱۳۸۱ با شمارهٔ ثبت ۶۶۹۸ به‌عنوان یکی از آثار ملی ایران به ثبت رسیده است.